# Kalenga ansorgei
Kalenga ansorgei är en fjärilsart som beskrevs av W. Warren 1899. Kalenga ansorgei ingår i släktet Kalenga och familjen Thyrididae. Inga underarter finns listade i Catalogue of Life.